# Fermata (mezzi pubblici di superficie)

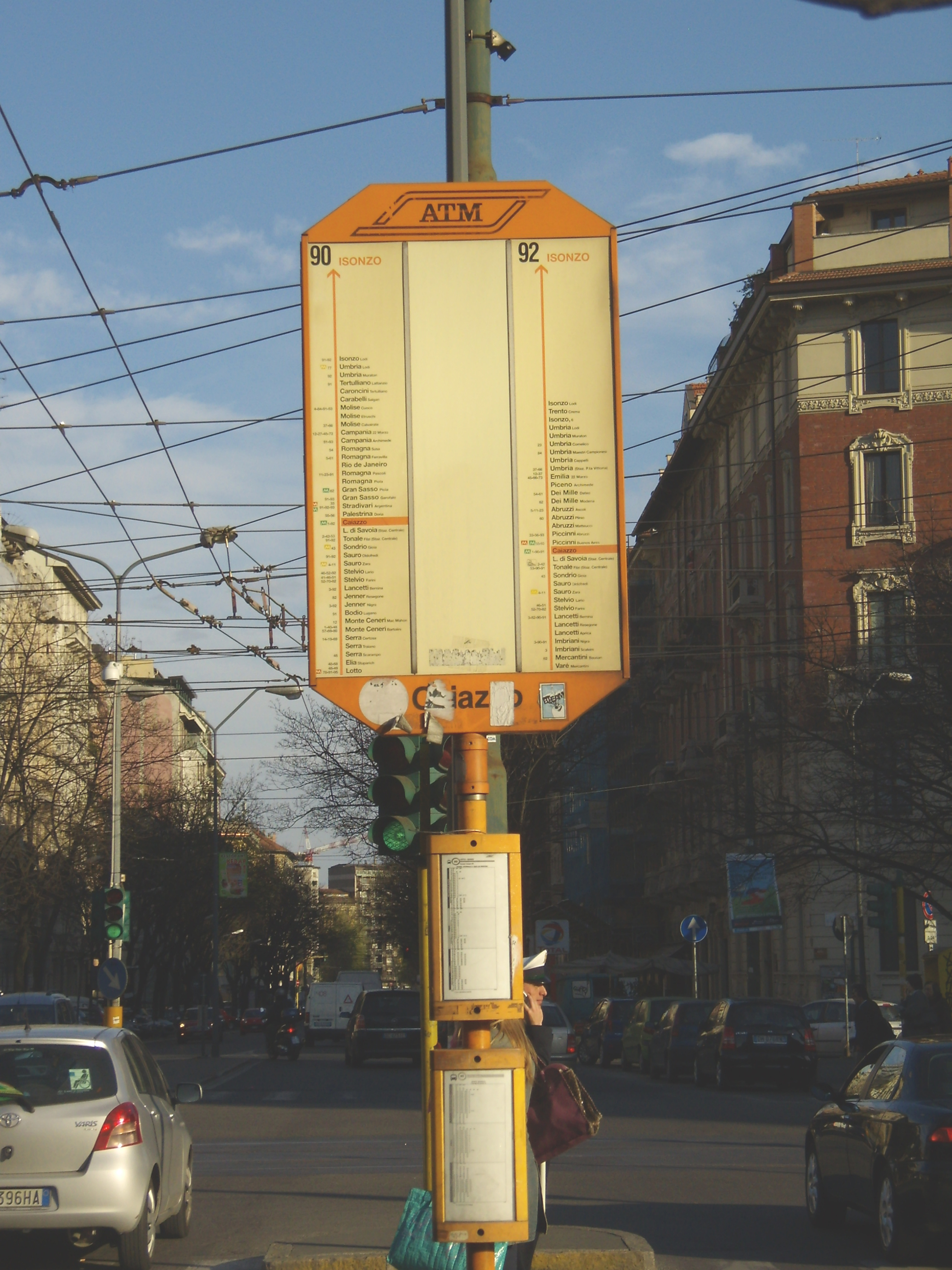
Fermata di autobus ATM (Milano)

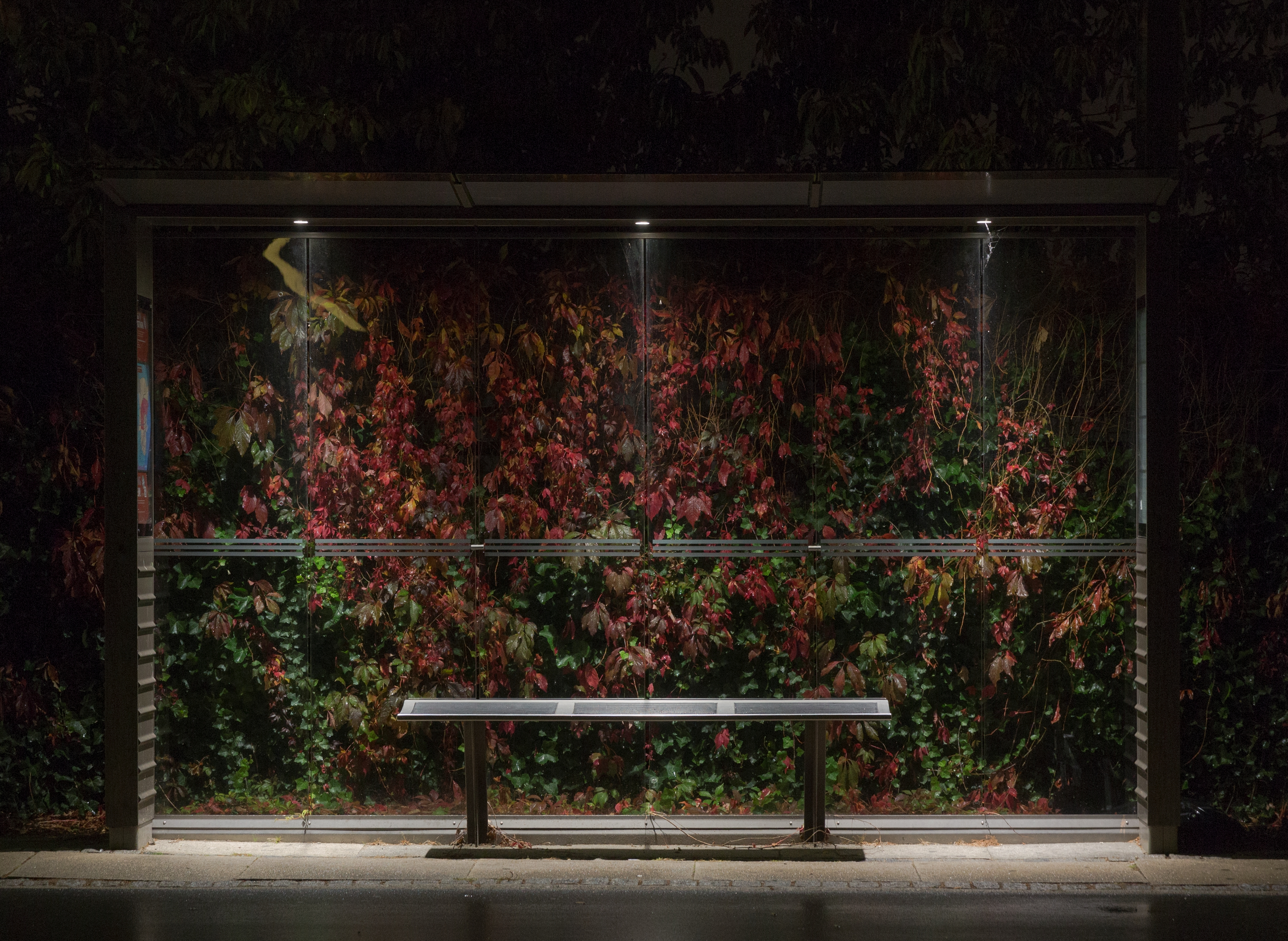
Fermata dell'autobus nel quartiere di Risskov a Aarhus, in Danimarca

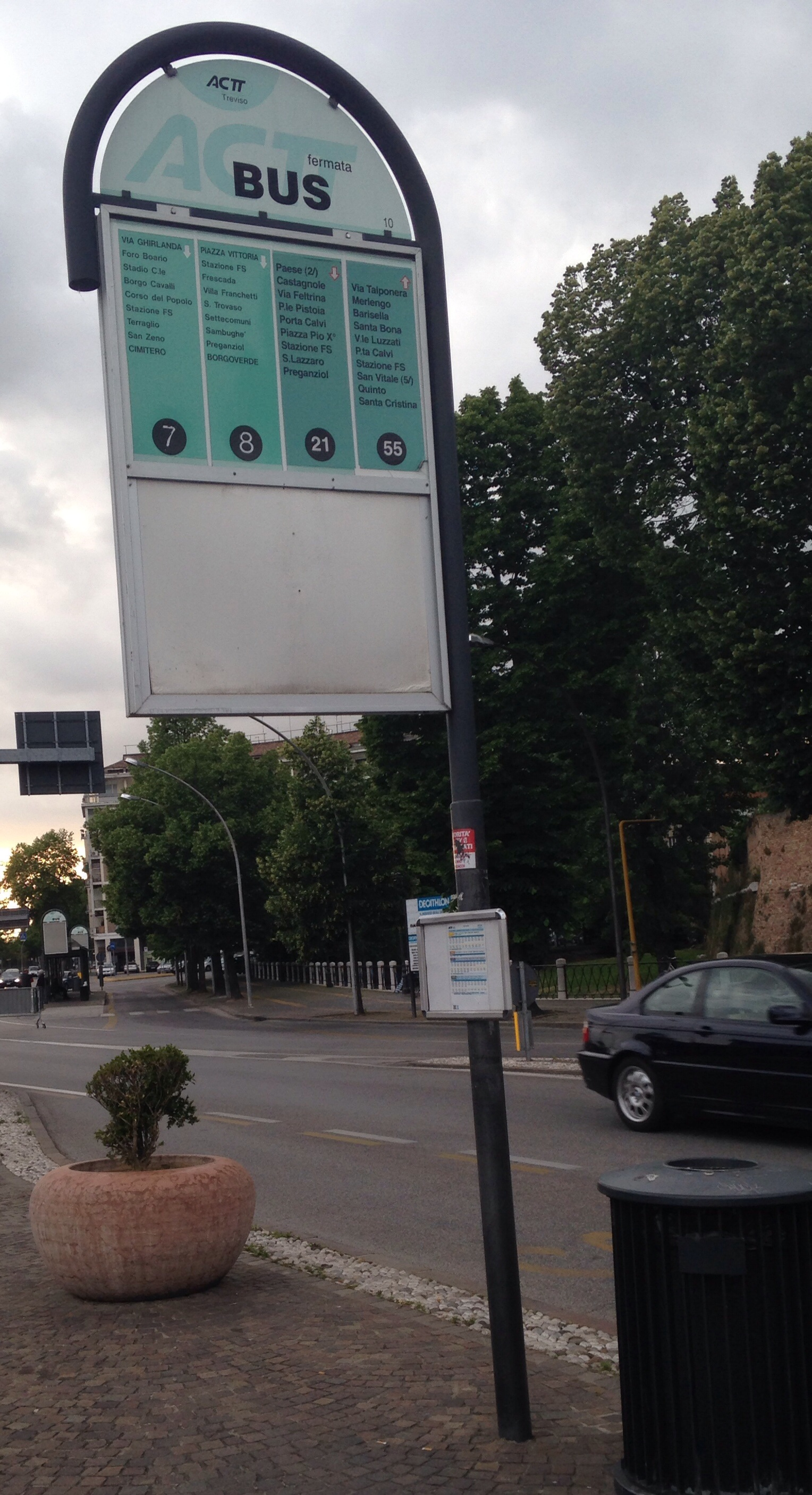
Palina segnalante una fermata (ACTT-MOM Treviso)

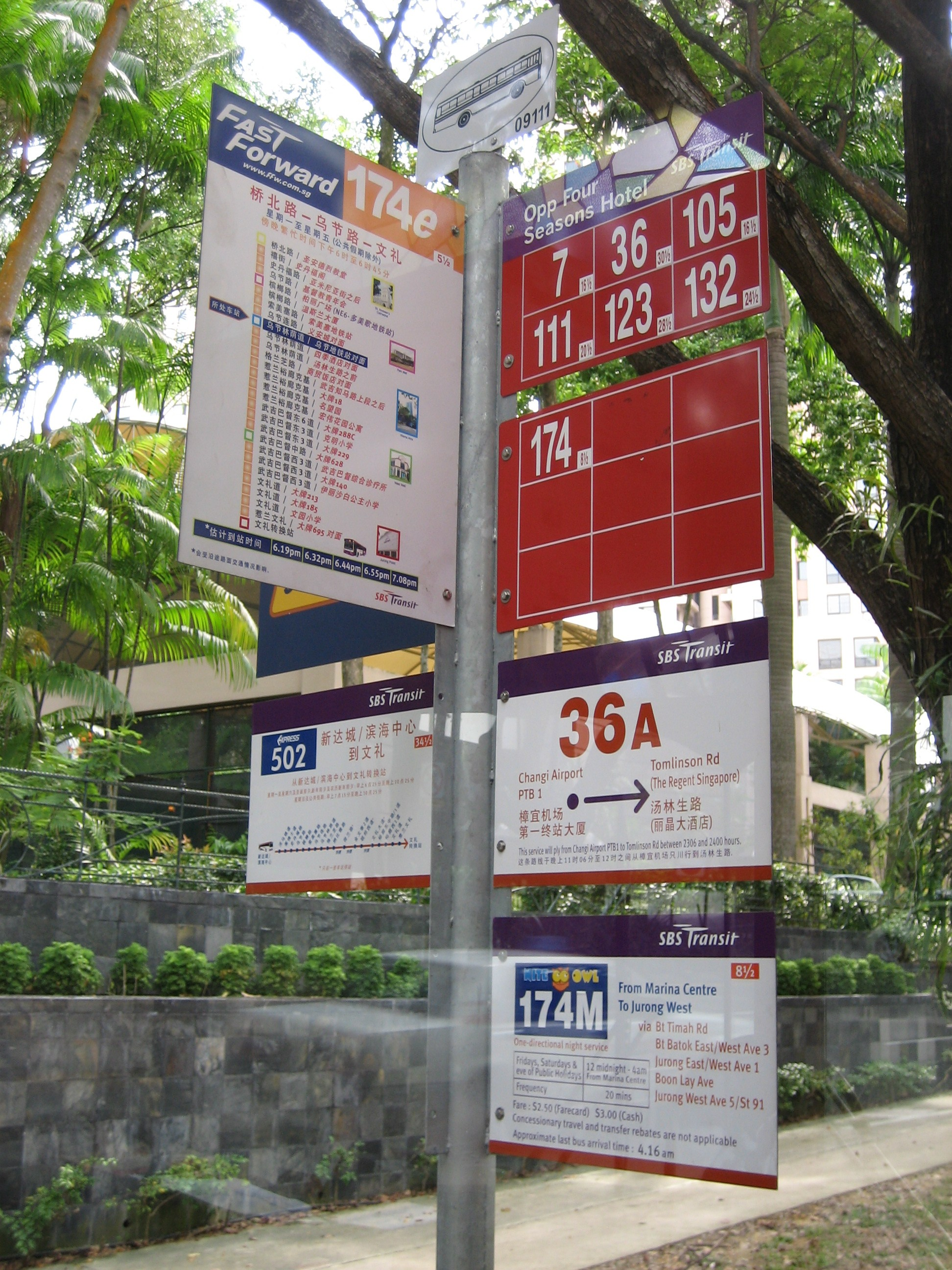
Fermata d'autobus a Singapore, con le scritte nelle diverse lingue ufficiali

La fermata è il punto dove i mezzi pubblici stradali si fermano per far salire e scendere i passeggeri.

## Descrizione
Spesso è segnalata attraverso un segnale stradale indicante le linee che vi transitano e gli orari previsti di passaggio. Le fermate più importanti sono completate dalla presenza di pensiline atte a ricoverare e proteggere dalle intemperie i passeggeri in attesa. In tempi recenti, in molte città, grazie all'avvento dell'informatica, è diventato comune l'utilizzo di display in grado di fornire informazioni aggiuntive come l'indicazione in tempo reale del tempo di attesa previsto prima del successivo passaggio.

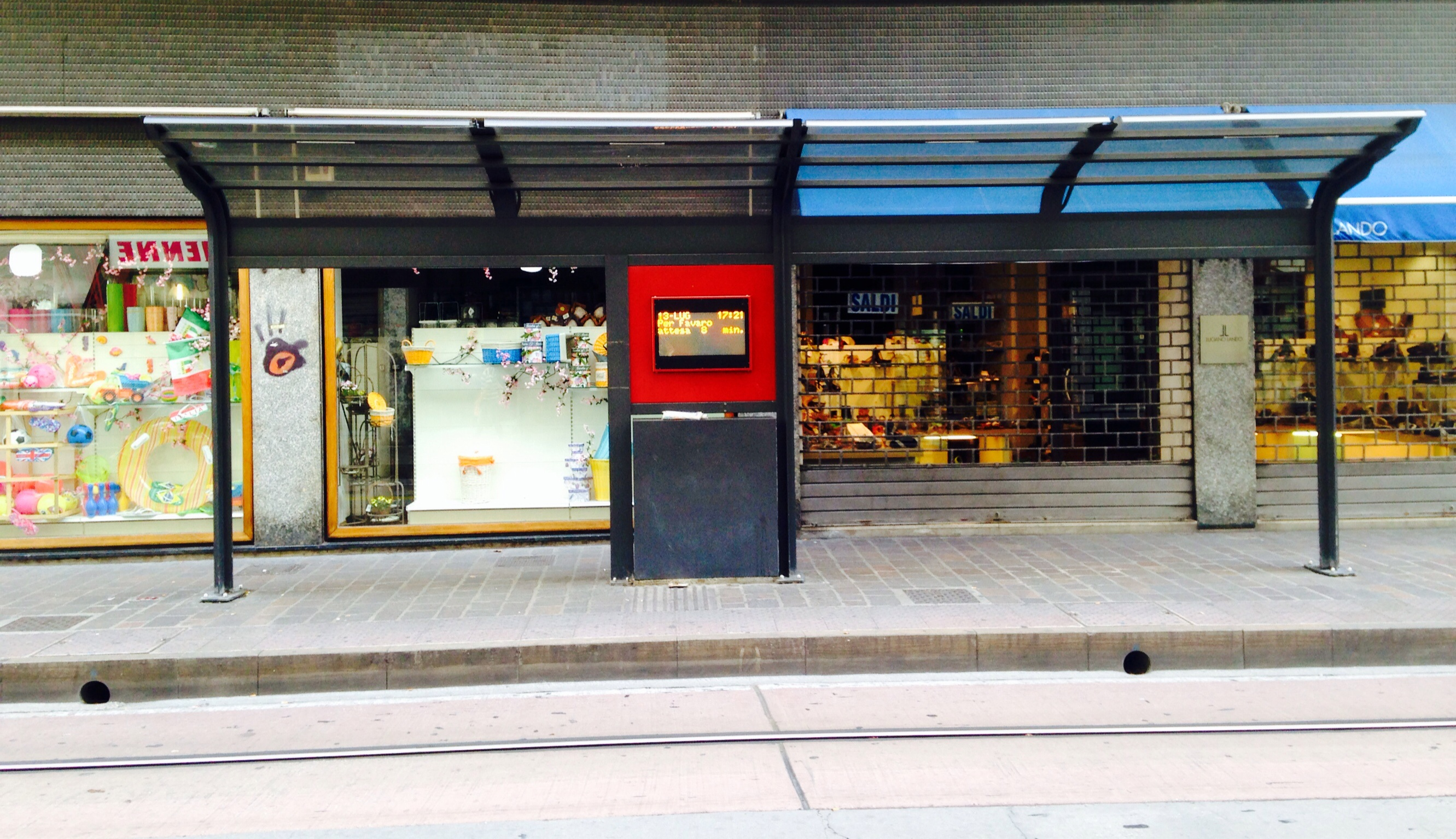
Fermata tram ACTV (Venezia-Mestre)

Le fermate dei mezzi stradali sono, solitamente, a richiesta dell'utente, pertanto è opportuno che l'utente che si trova alla fermata e desidera salire sul mezzo in arrivo lo segnali mediante un cenno al conducente. Lo stesso vale anche per la discesa, che deve essere prenotata a bordo premendo appositi pulsanti oppure semplicemente comunicando al conducente la necessità di scendere. Se nessun utente in attesa alla fermata richiede di salire e nessun passeggero a bordo richiede di scendere, la fermata viene saltata.
La moderna urbanistica studia con attenzione l'ubicazione delle fermate nel tessuto urbano, cercando di trovare il giusto compromesso tra le esigenze ed il numero dei passeggeri previsti, le necessità di velocità nel trasferimento e l'economicità della gestione dei mezzi pubblici. Gli studi più recenti hanno indicato che la distanza ottimale tra le fermate è mediamente di 400 m.
Si definisce capolinea la fermata in cui una linea di un mezzo pubblico inizia e termina il proprio percorso; quando diverse linee di autobus effettuano capolinea nello stesso luogo, vi può essere costruita un'autostazione.